# Ernest Rouart
Ernest Rouart (Parigi, 24 agosto 1874 – Parigi, 2 gennaio 1942) è stato un pittore e incisore francese, nonché collezionista di opere d'arte.

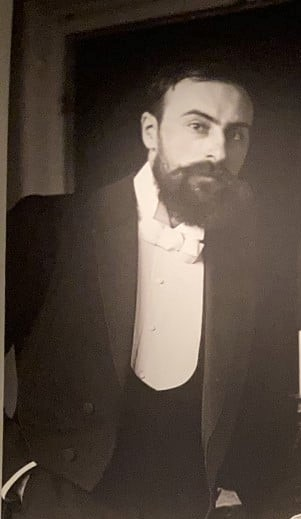
Ernest Rouart.

Fu uno dei quattro figli di Henri Rouart e fratello dell'uomo politico Eugène Rouart, del quale eseguì un ritratto nel 1900 circa. Sposò Julie Manet, figlia di Berthe Morisot ed Eugène Manet.
Pittore impressionista, aiutò notevolmente la promozione di quella corrente artistica, contribuendo anche alla valorizzazione di Édouard Manet, Edgar Degas, e Berthe Morisot. Insieme con la moglie, donò molti dipinti di Morisot al museo del Louvre, tra cui l'Hortensia, e altri di Manet, come La signora con i ventagli, che sono ora al museo d'Orsay.